# Comuna Orlești, Vâlcea
Orlești este o comună în județul Vâlcea, Oltenia, România, formată din satele Aurești, Orlești (reședința), Procopoaia, Scaioși și Silea. Este amplasată pe malul drept al Oltului și datează încă de pe vremea lui Mircea cel Bătrân. În prezent, în Orlești există un dispensar, o primarie ultra-modernă și o școală bine dotată, două brutării care asigură necesarul comunei etc. Problema principală în această comuna este mediul natural care se degradează pe zi ce trece. Un fapt vizibil îl reprezintă alunecarea de teren masivă pe dealurile din împrejurimi, datorată în cea mai mare parte defrișărilor.
Comuna este deservită de halta cu același nume, situată pe calea ferată Piatra-Olt – Râmnicu Vâlcea – Podu Olt.
În componența comunei intră satele Orlești (reședința comunei), Aurești, Procopoaia, Scaioși și Silea

## Demografie
Componența etnică a comunei Orlești
     Români (92,47%)
     Alte etnii (7,53%)
Componența confesională a comunei Orlești
     Ortodocși (92,19%)
     Alte religii (0,51%)
     Necunoscută (7,3%)
Conform recensământului efectuat în 2021, populația comunei Orlești se ridică la 2.562 de locuitori, în scădere față de recensământul anterior din 2011, când fuseseră înregistrați 3.198 de locuitori. Majoritatea locuitorilor sunt români (92,47%). Din punct de vedere confesional, majoritatea locuitorilor sunt ortodocși (92,19%), iar pentru 7,3% nu se cunoaște apartenența confesională.

## Politică și administrație
Comuna Orlești este administrată de un primar și un consiliu local compus din 11 consilieri. Primarul, Constantin Cârstina[*], de la Partidul Național Liberal, este în funcție din 2000. Începând cu alegerile locale din 2024, consiliul local are următoarea componență pe partide politice:
|  | Partid                    | Consilieri | Componența Consiliului | Componența Consiliului | Componența Consiliului | Componența Consiliului | Componența Consiliului | Componența Consiliului | Componența Consiliului |
|  | ------------------------- | ---------- | ---------------------- | ---------------------- | ---------------------- | ---------------------- | ---------------------- | ---------------------- | ---------------------- |
|  | Partidul Național Liberal | 7          |                        |                        |                        |                        |                        |                        |                        |
|  | Partidul Social Democrat  | 3          |                        |                        |                        |                        |                        |                        |                        |
|  | Forța Dreptei             | 1          |                        |                        |                        |                        |                        |                        |                        |

## Personalități născute aici
- Gheorghe Petre Govora (1910 - 2012), preot, arheolog, scriitor;
- Emilian Popescu (1928 - 2020), teolog, istoric, membru de onoare al Academiei Române.